# Hood Kaweesa
Kiseny Huudu "Hood" Kaweesa (ur. 22 lipca 1982 w Kampali) – ugandyjski piłkarz grający na pozycji obrońcy. W swojej karierze rozegrał 16 meczów i strzelił 2 gole w reprezentacji Ugandy.

## Kariera klubowa
Swoją karierę piłkarską Kaweesa rozpoczął w klubie Villa SC. W sezonie 2001 zadebiutował w jego barwach w pierwszej lidze ugandyjskiej. W debiutanckim sezonie wywalczył z nim mistrzostwo Ugandy. W latach 2002–2009 występował w URA Kampala. Dwukrotnie został z nim mistrzem kraju w sezonach 2006 i 2006/2007 oraz zdobył Puchar Ugandy w 2005 roku. W latach 2010–2012 grał w Victors FC, w sezonie 2012/2013 w Villa SC, a w sezonie 2014//2015 w Lweza FC, a w latach 2015-2018 w Police FC. W 2018 roku był piłkarzem zambijskiego Buildcon FC, a w sezonie 2019/2020 ponownie występował w Police FC. W sezonie 2020/2021 grał w rwandyjskim Sunrise FC, w którym zakończył karierę.

## Kariera reprezentacyjna
W reprezentacji Ugandy Kaweesa zadebiutował 1 grudnia 2002 roku w wygranym 2:0 meczu CECAFA Cup 2002 z Somalią, rozegranym w Aruszy. Od 2002 do 2017 wystąpił w kadrze narodowej 16 razy i strzelił 2 gole.